# Асука
Асука (на японски: 飛鳥時代) е период от японската история, датиращ от 538 до 700 г., като за началото му може да се каже, че застъпва предшестващия период Кофун. Понякога се разглежда заедно с Кофун под наименованието Ямато. През този период, кланът Ямато се развива бурно.
Периодът Асука се характеризира със значителни трансформации в изкуството, обществото и политиката на страната. Те произлизат от края на периода Кофун, но са задействани главно от пристигането на будизма от Китай през Корея. Това събитие бележи рязка промяна в японското общество. По време на периода Асука, будисткото изкуство намира път към японските храмове. Освен това, по това време името на страната е променено от Уа (倭) на Нихон (日本).
Първоначално неодобряван от консервативните кланове, будизмът е добре приет от влиятелния род Сога, който побеждава съперниците си в поредица пререкания през 587 г. като императорски регент, принц Шотоку дава на будизма държавно одобрение, а конституцията му от 604 г. нахвърля морални принципи, основаващи се в голяма част на будизма, за основаването на централно правителство. Макар кланът Сога да е унищожен през 645 г., реформите им в централната власт са запазени и след това.